# Balrog Botkyrka/Södertälje IK
Balrog Botkyrka IK, tidigare bara Balrog IK, är en innebandyklubb från Norsborg i Botkyrka kommun, en kranskommun i sydvästra Stockholm. Klubben bildades 1984 och hade fram till 2010 både dam- och herrlag representerade i de högsta serierna (damerna i Elitserien i innebandy och herrarna i Svenska Superligan). Klubbens hemmaarena är Botkyrkahallen. Klubben var länge ett av de dominerande lagen på såväl dam- som herrsidan och har vunnit flera SM-guld både på herr- och damsidan. Det ursprungliga namnet är taget från J.R.R. Tolkiens fantasivarelser med samma namn.
Den 2 april 2010 meddelades att damlaget läggs ner och tas över av Djurgårdens IF .
Den 9 mars 2011 blev det klart att herrlaget åkte ur superligan.
Klubbens herrlag spelar säsongen 2017/2018 i Div.1 Mellersta Sverige.

## Meriter (herrar)
- Svenska mästare: 1993, 1996 och 2004
- Europacupmästare: 1993, 1994 och 1996.

## Meriter (damer)
- Svenska mästare:  2000, 2001, 2002, 2003 och 2009
- Europacupmästare: 2001, 2002 och 2003.